# ヤマダケイコ
ヤマダ ケイコ（Keiko Yamada 、1972年2月2日 - ）は、VJ、DJ、ナレーター。アメリカ合衆国バージニア州生まれ。上智大学文学部社会学科卒業。

## テレビ
- MTV NEWS
- MTV WEEK IN ROCK
- MTV TOP 20 VIDEO COUNTDOWN
- MTV AWAKE ON THE WILD SIDE
- MTV MOST WANTED
- テレビ大阪 AME-MURA ROCK STREET
- フジテレビ アジアバグース
- Viewsic (現MUSIC ON! TV) WIRE '00

## ラジオ
- InterFM Word Up
- InterFM UNWRAPPED
- InterFM INTERTOP 30
- InterFM SPIN BREAK
- InterFM TOSHIBA SUNDAY J-POP COUNT DOWN
- J-WAVE FREEstyle

## ナレーション
- テレビ東京 おいしい情報の楽園
- フジテレビ 発掘!あるある大事典
- 日本テレビ モー。たいへんでした

## CM
- マンスリーレオパレス他

## 音楽
- 電気グルーヴ シングル "'Nothing's Gonna Change" ヴォーカル参加
- 電気グルーヴ アルバム"VOXXX"収録曲 "flashback J-pop countdown" ヴォイス参加
- 石野卓球 アルバム"KARAOKE JACK" 収録曲 "flight to Shang-hai" 共同作詞/ヴォイス参加
- 電気グルーヴ アルバム"The Last Supper" 収録曲"スコーピオン 2001 (tribute vocal mix edit)" ヴォーカル参加